# الجوامعة
 الجوامعة (بالإنجليزية: JOUAMAA)‏ هي جماعة قروية تابعة لإقليم الفحص أنجرة ضمن جهة طنجة تطوان بالمغرب. بلغ مجموع عدد سكان  الجوامعة حسب إحصاءات 2004 حوالي 7173 نسمة يعيشون في 1251 أسرة.

## إحصاء عام
| السنة | عدد السكان | عدد الأسر | عدد الأجانب |
| ----- | ---------- | --------- | ----------- |
| 1994  | 6765       | 1161      | °°°°        |
| 2004  | 7173       | 1251      | 1           |